# Giovanni Battista Tolomei
Giovanni Battista Tolomei (Camberaia, 3 de dezembro de 1653 – Roma, 19 de janeiro de 1726) foi um cardeal do século XVIII.

## Biografia
Nasceu em Camberaia em 3 de dezembro de 1653, diocese de Pistóia. Camberária era um feudo de sua família. De uma família nobre de Siena. Ele era o filho mais velho da família.
Recebeu sua educação inicial em Florença; depois, estudou na Universidade de Pisa (direito). Tendo recebido o chamado para abraçar a vida religiosa, pediu permissão ao pai para segui-la, e foi negado por ser o primogênito; ele teve que esperar até que seu pai morresse para ingressar na Companhia de Jesus em 18 de fevereiro de 1673. Ele falava onze línguas, árabe, caldeu, inglês, francês, grego, hebraico, ilírico, italiano, latim, espanhol e siríaco.
Reitor da escola de Ragusa, 1677–79. Lecionou Sagradas Escrituras na igreja jesuíta de Gesù, Roma, a partir de 1679.
Ordenado em 1684. Procurador geral da sua ordem, 1687–1691. Profissão solene, agosto de 1692. Professor de filosofia Collegio Romano , 1692–1697; professor de Controvérsias, 1697–1707; e depois reitor, 1698–1701. Reitor do Collegio Germanico desde 1710. Examinador dos prelados promovido ao episcopado. Consultor da SS.CC. dos Ritos, do Índice e das Indulgências e Relíquias Sagradas.
Criado cardeal sacerdote no consistório de 18 de maio de 1712; recebeu o gorro vermelho e o título de S. Stefano em Monte Celio, 11 de julho de 1712. Camerlengo do Sagrado Colégio dos Cardeais, 20 de março de 1720; confirmado, 20 de janeiro de 1721; confirmado, 14 de janeiro de 1722; ocupou o cargo até 20 de janeiro de 1723. Participou do conclave de 1721, que elegeu o Papa Inocêncio XIII. Participou do conclave de 1724, que elegeu o Papa Bento XIII. Principal assessor papal em questões teológicas, especialmente na preparação da condenação dos erros jansenistas de Pasquier Quesnel na bula Unigenitus Dei Filius de 8 de setembro de 1713. Entre suas obras publicadas estão Philosophia mentis et sensuum(Roma, 1702); De primatu beati Petri (Roma, 1867); e um panfleto contendo orações diárias para uma morte feliz (Viena, 1742; e Augsburgo, 1856).
Morreu em Roma em 19 de janeiro de 1726, em sua residência no Collegio Romano, Roma. Transferido para a igreja de S. Ignazio, Roma, no dia seguinte, e à noite foi cantada a vigília; a capella papalis, com a participação do Papa Bento XIII, ocorreu em 21 de janeiro de 1726, e o cardeal foi sepultado em frente ao altar-mor daquela igreja, conforme seu testamento (2 ).